# Li Shizhen
Li Shizhen (chinois simplifié : 李时珍 ; chinois traditionnel : 李時珍 ; pinyin : Lǐ Shízhēn), 3 juillet 1518-1593 est un médecin, apothicaire et naturaliste chinois qui vécut sous la dynastie Ming. Né dans la province centrale du Hubei, Li Shizhen était fils de médecin. 
Tout en exerçant son métier de médecin, il consacre sa vie à la rédaction d’une nouvelle pharmacopée qui renouvellera complètement un genre vieux de seize siècles. L’œuvre intitulée Bencao gangmu 本草纲目, « La matière médicale classifiée », publiée l'année de sa mort en 1593, est une œuvre majeure qui sera considérée comme le point culminant, le climax de ce qui peut être fait en matière de pharmacopée avec la méthode traditionnelle de compilation. La réputation de l’ouvrage ne tient pas seulement à sa large couverture de la matière médicale, mais tout autant à la richesse d’informations philologiques, historiques et de sciences naturelles portant sur les espèces végétales, animales et minérales fournissant le substrat utilisé par le corps médical.
La profusion d'informations bien sourcées apportées sur les 1 094 espèces végétales, 444 espèces animales, et 275 minéraux fait de l’œuvre un monument national respecté jusqu’à l’époque contemporaine. Les données sont organisées suivant une classification hiérarchique nouvelle, en 16 sections (bu 部), 60 classes (lei 类) et environ 1895 genres, correspondant à une notice (zhong 种).
Il améliore notablement la méthode de compilation des bencao basée sur une accumulation non exclusive d’informations thérapeutiques. Après avoir présenté les avis très divers (voire divergents) des auteurs anciens, il prend à l’occasion position en s’appuyant sur l’analyse de cas cliniques ou en présentant des arguments théoriques basés sur la théorie yin et yang et la théorie des correspondances des Cinq phases wuxing. Il semble toutefois très bien s’accommoder de la thérapie démonologique de la période pré-Han, en recourant à l’occasion à une justification de l'intervention des démons semblable à celles utilisées pour des facteurs pathogènes naturels (vent, froid etc.). Longtemps pour des médecins chinois, les esprits-démons (gui 鬼) ont fait partie du monde naturel, et savoir comment vivre avec eux et s’en protéger (quand c’est nécessaire) relève d’une bonne pratique médicale.
Le travail d’analyse de Li Shizhen aussi important soit-il, n’a pas conduit à une remise en cause de la méthodologie d’analyse des matières médicales qui aurait permis d’aboutir aux sciences biologiques modernes à la base de la pharmacognosie contemporaine. 

## Biographie

### Formation
Li Shizhen 李时珍 (prénom social: Dongbi 东璧, pseudonyme: Binhu 濒湖 morph. « près du lac ») est né en 1518 à Qizhou 蕲州 (actuellement Qichun 蕲春, à l’est de Wuhan 武汉, dans la province du Hubei 湖北) dans une famille de médecin.
Son grand-père était un médecin ambulant qui colportait des médicaments. Avec son modeste statut de « médecin à clochettes » (lingyi 领医), il signalait son arrivée dans un lieu en agitant des clochettes pour attirer de potentiels clients. Son père, Li Yanwen 李言闻, acquit le statut supérieur d’un médecin lettré (ou ruyi 儒医 « médecin confucéen ») après avoir passé les examens impériaux et atteint le niveau de xiucai 秀才(bachelier). Il jouissait d’une bonne réputation en tant que médecin et auteur de plusieurs ouvrages sur les méthodes de diagnostic et sur des produits locaux comme la racine de ginseng et l’armoise, utilisée pour la moxibustion. Il avait acheté une ferme qui lui garantissait des revenus supérieurs à ceux de sa pratique médicale.

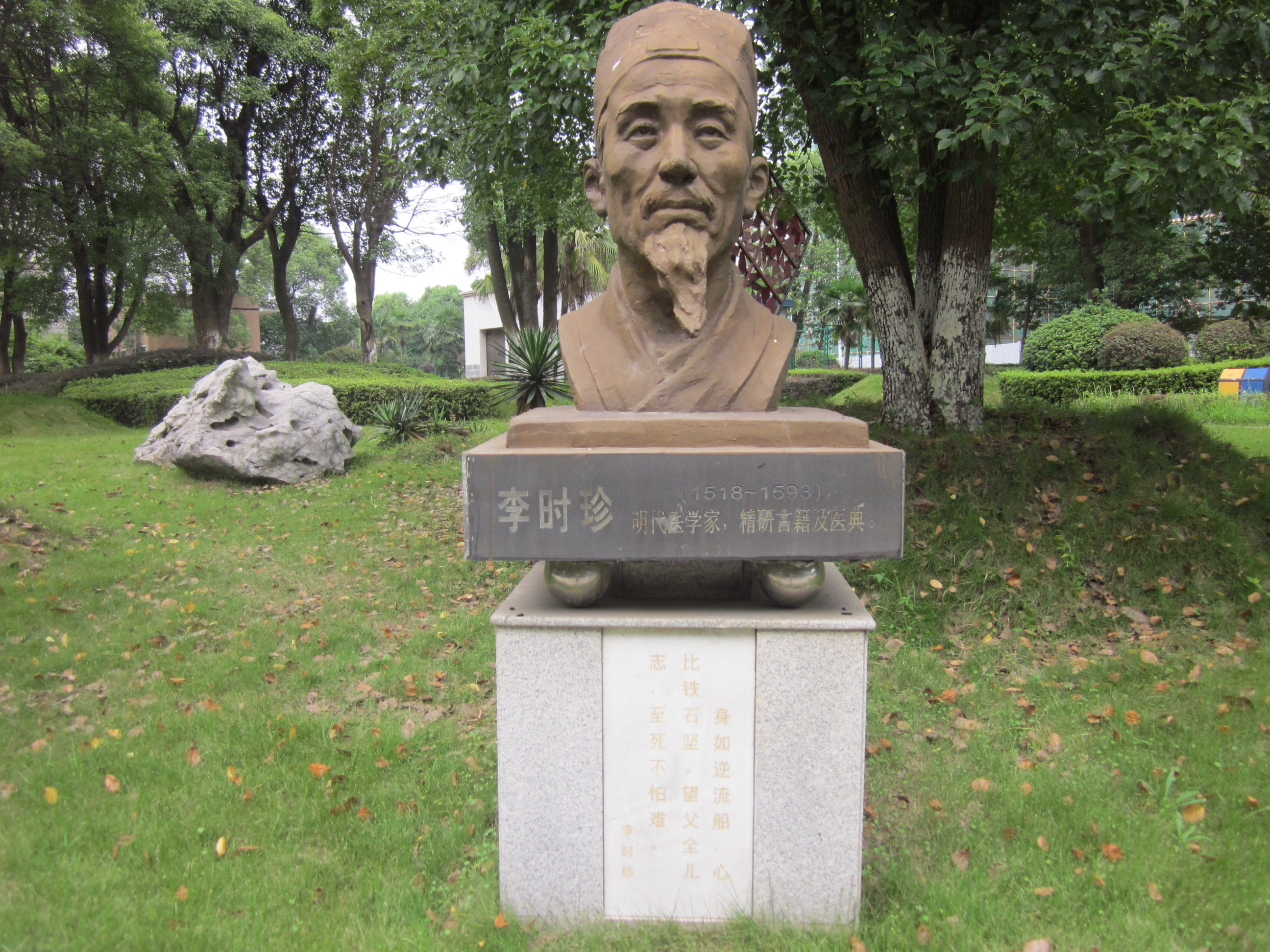
Li Shizhen

Durant son enfance Li Shizhen est un enfant fragile, souffrant de maladies handicapantes comme une maladie des yeux ou des fièvres grippales récurrentes qui contribuèrent à le faire échouer à ses examens. Son père lui fait donner une éducation classique de lettré, passant par l’étude des Quatre livres (Sishu 四書), de la poésie et des classiques historiques . 
À l'âge de 13 ans, son père lui indique que son succès aux examens impériaux garantirait la renommée de la famille. Le jeune Li intensifie alors tant ses efforts qu'il compromet sa santé. Il passe les examens préfectoraux à Huangzhou à 14 ans et reçoit le diplôme de xiucai 秀才, comme son père. Après trois ans d’un intense labeur, il se rend à Wuchang pour passer le diplôme de xiangshi 橡实 et comme 95 % des candidats, il échoue. Après trois autres échecs, et une santé déclinante, son père accepte finalement qu'il renonce à la carrière dans la bureaucratie d’État et qu’il se joigne aux activités médicales de la famille.
À l’âge de 23 ans[réf. nécessaire], son père le prend donc comme apprenti. Ensemble, ils vont visiter les patients. Après trois ans d'apprentissage sur le tas de l’art de guérir, son savoir théorique et son expérience pratique lui permettent de gagner son indépendance. Sa compétence fut rapidement reconnue.

### Collecte d’informations sur les substances médicinales
En 1551, il est engagé par le Prince de Chu de Wuchang (武昌的楚王 Wuchang de Chu Wang) pour diriger le bureau médical du Palais. Il a alors l’occasion de sauver le fils du prince d’une syncope ce qui lui assure une bonne réputation de médecin.
En 1556, il obtient le poste au Bureau médical impérial (taiyi yuan 太医院) à Pékin. Les spécialistes ne sont pas d’accord sur la nature de ce poste, mais il est indéniable que son passage par cette institution le décide à entreprendre une étude approfondie de la materia medica. Son accès aux bibliothèques, lui donne la possibilité de rassembler des informations sur une multitude de drogues[réf. nécessaire]. Toutefois, au bout d’un an, subitement, sans qu’on sache pourquoi, il démissionne de son poste et retourne dans sa ville natale, indifférent à la richesse et la célébrité. À Pékin, il avait rencontré des pratiques qu'il considérait comme hautement répréhensibles. Une pratique consistait à « guérir les maladies humaines avec des substances humaines » yi ren bu ren 以人補人. Les praticiens préconisaient de pétrir les seins de fillettes jusqu'à ce qu'ils libèrent un peu de liquide. Celui-ci appelé pantao jiu 蟠桃酒 « vin de pêches plates » était recommandé comme élixir d’immortalité. Li Shizhen qui donne ces informations chapitre 52, entrée 15, sur le « lait maternel » condamne sans appel ce procédé comme « une rhétorique trompeuse pour faire du profit, destinée à ceux qui sont ignorants. Elle est proposée par des fraudeurs et punie par la loi royale. Tout gentilhomme se doit de la dénoncer ».

Timbre de 1955 célébrant Li Shizhen

Son accès aux anciennes pharmacopées (bencao) du Bureau médical impérial lui fait prendre conscience des insuffisances des bencao classiques avec leurs classifications embrouillées, leurs illustrations et textes non cohérents d’un ouvrage à l’autre. Il conçoit alors le projet d’écrire une nouvelle bencao, bien documentée tant sur le plan médical que sur le plan de l’histoire naturelle ou culturelle.
Pendant des années, il voyage en Chine du Sud pour recueillir des informations auprès des paysans, des pêcheurs, des chasseurs et pour collecter des herbes médicinales et diverses drogues qu’il utilise sur ses patients.

### Rédaction de l’œuvre
De retour chez lui en 1552, à l’âge de 34 ans, Li Shizhen commença à compiler sa propre pharmacopée. Près de 27 ans plus tard, il conclut son manuscrit.
Son projet de décrire finement, dans toutes leurs dimensions, près de 2 000 substances médicinales, plantes, animaux, minéraux et artéfacts humains utilisés en thérapie en Chine depuis l’origine était titanesque. L’ouvrage est non seulement bien documenté auprès de sources aussi nombreuses que diverses, mais en outre, il est très bien structuré. Après presque trois décennies d’efforts pour collecter des informations, les organiser et les présenter dans un texte clair, il termine le manuscrit en 1578. Dans la décennie suivante, il procédera encore à trois révisions. Suivant ses indications, des membres de sa famille et des assistants l’ont secondé dans son travail.
La tâche accomplie est prodigieuse d’autant plus que pendant la même période, il a produit plusieurs autres livres. Deux nous sont parvenus : 
- Binhu mai xue 滨湖脉学 « Étude de Binhu des mouvements des vaisseaux », un ouvrage de référence sur le diagnostic par le pouls
- Qi jing ba mai kao 奇经八脉考 « Recherche sur les huit vaisseaux extraordinaires ». Cet ouvrage est la première étude systématique sur le thème des Merveilleux Vaisseaux, reprenant l'ensemble des sources antérieures (dont certaines sont aujourd'hui perdues). Il y intègre une vision médicale aux connaissances de l'Alchimie Interne de son époque. La première traduction intégrale de cet ouvrage en langue française est réalisée par Amaël Ferrando et publiée aux éditions Edoya en 2022. 
Li Shizhen s’est installé dans un pavillon au milieu d’un jardin sur les bords du Lac de la pluie (Yuhu 雨湖), pour commencer une nouvelle phase de sa vie. C’est là qu’il prend le pseudonyme de Binhu 濒湖 morph. « près du lac »). Il dénomme plaisamment sa nouvelle demeure le « lieu de pauvreté » kesuoguan d’après une ligne du Classique des vers (诗经  Shijing) . En 1981, un mémorial dédié à Li Shizhen a été construit sur le site, comportant le Musée de l'histoire médicale avec des éditions anciennes de son ouvrage de référence le Bencao gangmu, et son tombeau.

## Œuvres
Li Shizhen est surtout connu comme l'auteur de la Matière médicale classifiée (本草纲目 běncǎo gāngmù). Cet ouvrage, rédigé entre 1552 et 1578 puis complété en 1580 et 1587, est une vaste encyclopédie médicale rassemblant des informations sur l’utilisation thérapeutiques des substances naturelles minérales, végétales et animales. Les deux innovations principales de Li Shizhen sont une classification exhaustive de la matière médicale suivant une taxonomie hiérarchique et un apport substantiel à l’histoire naturelle des substances médicinales. Chaque entrée, bien structurée, donne outre les informations médicinales, des  renseignements philologiques, historiques, et des descriptions assez précises des plantes et des animaux collectées dans les encyclopédies agricoles et horticoles et même des grands classiques. 
On y trouve la description de 1 892 substances thérapeutiques parmi lesquelles on dénombre 1 094 espèces de plantes, 444 espèces animales et 275 minéraux. L'ouvrage, paru l’année de la mort de son auteur, comporte 53 volumes, 1 160 illustrations et 11 000 prescriptions.
La réalisation de cet ouvrage demanda un effort considérable.
L’œuvre semblable qui fut entreprise une cinquantaine d’années auparavant, par Liu Wentai, avec le soutien de l’empereur Ming Hongzhi 明弘治, la Bencao pinhui jingyao 本草品彙精要, « L’essentiel de la Matière médicale importante classée », mobilisa 47 personnes de 1503 à 1505, et ne fut pas publiée ni sous les Ming ni sous les Qing, il fallut attendre la République pour que la Commercial Press la publie en 1937.

### Publications de l’œuvre
Il fallut 10 ans à Li Shizhen pour trouver finalement un éditeur à Jinling 金陵 (aujourd’hui Nankin) qui accepte de publier son Bencao gangmu. La première édition date de 1593 avec une préface de Wang Shizhen 王世贞 (1526-1590). Elle est complétée par deux chapitres comportant des illustrations faites un peu hativement par ses fils Li Jianyuan 李建元 et Li Jianmu 李建木. On ne sait pas si Li Shizhen put voir son ouvrage publié car il mourut la même année. Cette édition fut vendue en petite quantité à des professionnels assez riches. Pour un ouvrage qui allait être célébré comme un monument de la science médicale chinoise, il reçut peu d’attention.
Une seconde édition fut publiée par Xia Liangxian 夏良心 et Zhang Dingsi 张鼎思 dans la province du Jiangxi en 1603. La qualité de l’impression et des illustrations était très supérieure à celle de la première édition. En 1640, paraît une réédition à Wulin (Hangzhou) comportant 800 planches redessinées sur 1 100 et l’ajout d’une illustration. Elle sera la source de nombreuses rééditions, en particulier celle qui figure dans le Siku quanshu 四库全书. L’édition de 1885 donnera des images permettant d’identifier correctement les plantes.
À la fin des Ming, le Bencao gangmu était étudié, traduit et publié au Japon. Au XVIIIe siècle, le texte était étudié en Corée.
En France, le médecin Jacques François Vandermonde, partit en 1720 pour  îles de Poulo-Condore (au Vietnam) puis passa à Canton et Macao où il se marie en 1724 avec une eurasienne. Il rentre en France vers 1732 et ramène à Bernard de Jussieu 80 échantillons de la matière médicale chinoise accompagnés d’une traduction en français des chapitres du Bencao gangmu traitant des éléments minéraux et de quelques végétaux. Son manuscrit de 90 pages est conservé à la Bibliothèque du Muséum National d’Histoire Naturelle. Quelques années plus tard, le père jésuite Jean-Baptiste Du Halde (1674-1743) fait paraître en 1736 sa Description de l’empire de la Chine et de la Tartarie chinoise en quatre volumes. Il y dresse un tableau détaillé de la civilisation chinoise élaboré à partir des lettres reçues à Paris des missionnaires jésuites en Chine. On y trouve des traductions de certaines notices du Bencao gangmu comme celles sur le ginseng, le thé, l’éléphant, le chameau, le Haima ou cheval de mer, le Che haiaï ou Cancre pétrifié,  le musc. Ses premières traductions du chinois en français sont l’œuvre de Joachim Bouvet, Claude de Visdelou et François-Xavier Dentrecolles. Cet ouvrage s’est imposé comme la source incontournable des informations sur la Chine. Il fut traduit en anglais en 1736 puis 1738-1741, puis il y eut une édition allemande entre 1747 et 1756, et une édition russe en 1774-1777.
Par la suite, au XXe siècle, Ralph G. Mills (1881-1944) et Bernard E. Read (1887-1949) ont fourni des traductions de fragments de l’ouvrage. En 2003, les éditions Foreign Language Press de Pékin publient une traduction de Luo Xiwen, en six volumes, intitulée Compendium of Materia medica. Elle utilise les termes de biomédecine modernes et ne fournit pas d’explications sur les termes obscurs.
De nos jours, l’ouvrage vient d’être publié dans une édition bilingue, chinois-anglais, en 2021. Il été entièrement traduit et annoté en anglais par Paul U. Unschuld et publiés en 9 volumes par University of California Press en 2021. Ce travail considérable s’appuie sur quatre dictionnaires de la terminologie médicale, des noms de personnes et des noms de lieux du Bencao gangmu, chez le même éditeur.